# Wolfgang Wick
Wolfgang Wick (* 20. April 1970 in Bonn) ist ein deutscher Arzt und Professor der Neurologie und ärztlicher Direktor der Neurologischen Klinik am Universitätsklinikum Heidelberg.

## Leben
Wick absolvierte sein Studium als Stipendiat der Studienstiftung des deutschen Volkes in Bonn, von 1993 bis 1994 am King’s College London und von 1996 bis 1997 an der Harvard Medical School in Boston. Nach der Promotion über das Thema Nachweis eines metastasierungsassoziierten putativen Tumorsuppressorgens auf dem humanen Chromosom 15q bei Otmar Wiestler am Institut für Neuropathologie in Bonn folgte bis 2003 die Ausbildung zum Facharzt für Neurologie an der Neurologischen Universitätsklinik in Tübingen.
Im Jahre 2003 habilitierte er mit einer Arbeit über molekulare Mechanismen von Invasion und Migration maligner Gliome. Im Jahr 2006 wurde ihm der Pette-Preis der Deutschen Gesellschaft für Neurologie (DGN) und im Jahr 2015 der Deutsche Krebspreis der Deutschen Krebsgesellschaft verliehen. Seit 2007 wirkt er als Professor und Ärztlicher Direktor der Abteilung für Neuroonkologie der Neurologischen Klinik und des Nationalen Tumorzentrums am Universitätsklinikum Heidelberg, seit 2014 ist er Lehrstuhlinhaber für Neurologie an der Universität Heidelberg und Ärztlicher Direktor der Neurologischen Klinik sowie Sprecher des Zentrums Kopfklinik in Heidelberg. Arbeits- und Forschungsschwerpunkt von Wick ist die Behandlung von Hirntumoren, insbesondere des Glioblastoms. Wolfgang Wick ist Mitglied der ESMO-Forschungsgruppe für Gehirntumoren. Web of Science führt über 700 Publikationen auf. Wick hat einen h-Index von über 90 und gehört seit 2019 zum 1 % der weltweit am häufigsten zitierten Wissenschaftler.
Wick ist seit 2007 Mitglied im Vorstand der Neuroonkologischen Arbeitsgemeinschaft der Deutschen Krebsgesellschaft, seit 2008 Mitglied des Vorstands der European Association for Neurooncology (EANO), von 2016 bis 2018 deren Sprecher und zwischen 2009 und 2015 Sprecher der Brain Tumor Group der European Organization for Research and Treatment of Cancer (EORTC). 2010–2014 war er Mitglied im Direktorium der European Cancer Organization (ECCO). Seit 2019 ist er Sprecher des Sonderforschungsbereichs 1389 Understanding and Targeting Resistance in Glioblastoma (UNITE Glioblastoma).
Wick wurde 2020 in der Sektion Neurowissenschaften als Mitglied in die Nationale Akademie der Wissenschaften Leopoldina aufgenommen. 2021 hat ihn der Bundespräsident in den Wissenschaftsrat berufen, dem er seit dem 1. Februar 2023 in der Nachfolge von Dorothea Wagner vorsitzt.

## Positionen
Wick schrieb im Juni 2025, die seit Januar 2025 amtierende Trump-Administration stelle die Wissenschaft vor eine außergewöhnliche Belastungsprobe. Der wissenschaftsfeindliche Kurs der Trump-Administration drangsaliere US-Universitäten und erschüttere damit sowohl das US-Wissenschaftssystem als auch die Grundlagen der weltweiten Forschungszusammenarbeit. 
Europa und Deutschland sollten entschlossen reagieren und eigenständiger werden. Sie sollten sich nicht länger auf die Verfügbarkeit von Daten und technischer Infrastruktur aus den USA verlassen.

## Auszeichnungen
- 2001: Attempo-Preis für Neurobiologie der Universität Tübingen
- 2003: Novartis-Forschungspreis für Ärzte des Tübinger Uniklinikums
- 2005: Förderpreis für Neuroonkologie der Stiftung Sibylle Assmus
- 2006: Pette-Preis der Deutschen Gesellschaft für Neurologie
- 2015: Deutscher Krebspreis[9]